# قاسم اهری
قاسم اهری (۱۲۶۳–۱۳۴۵) نخستین چشم‌پزشک ایران، سناتور و نماینده مجلس شورای ملی بود.

## زندگی‌نامه
قاسم اهری فرزند ارشد حاجی حسن آقا بود. به سال ۱۲۶۳ در اهر چشم به جهان گشود. پس از اتمام تحصیلات ابتدایی و متوسطه به اروپا رفت و در رشته پزشکی موفق به اخذ درجه دکترا شد و پس از بازگشت به ایران در اهر و سپس تبریز به طبابت پرداخت. در مدتی که در اهر زندگی می‌کرد، بیماران را رایگان معالجه می‌کرد. زمینی به مساحت چهل هزار متر مربع در چایکنار شرقی اهر به آموزش و پرورش و ساختمان بزرگی را پس از احداث به سازمان شیر و خورشید اهدا کرد.
دکتر اهری در سال ۱۳۱۴ به نمایندگی اهر در مجلس شورای ملی (دوره دهم) انتخاب شد و تا دوره سیزدهم نماینده اهر بود. در اوائل دوره سیزدهم در هفتم دی ۱۳۲۰ استعفای خود را از نمایندگی تسلیم مجلس کرد و در توضیح انگیزه‌اش از استعفا نوشت: «مصمم شده‌ام که شغل آزاد سابق خود را تعقیب نموده و بار دگر به خدمات نوعی مشغول شوم».
اهری هشت سال بعد دوباره به کرسی قانونگذاری بازگشت و در سال ۱۳۲۸ در انتخابات اولین دوره مجلس سنا در حوزه انتخابیه آذربایجان شرقی شرکت کرد. در این انتخابات امیر نصرت‌الله اسکندری برنده و اهری نفر دوم شد. اما اسکندری به نمایندگی مجلس شورای ملی هم انتخاب شده بود و مجلس شورای ملی را برگزید (دوره شانزدهم). بدین ترتیب، اسکندری کنار رفت و اهری به مجلس سنا راه یافت.
قاسم اهری پس از پایان دوره نمایندگی‌اش به آذربایجان بازگشت. در سال ۱۳۴۵ به علت بیماری به تهران اعزام شد اما همان روز دار فانی را وداع گفت و در همان شهر به خاک سپرده شد. فرزندش دکتر حسن اهری بنیان‌گذار مرکز طبی کودکان و اولین رئیس آن مرکز بود.
دکتر قاسم خان اهری در تقسیمات اراضی ملی تقریباً دارایی ملکیتی خود را از دست داد که شامل ۷۰ روستا،باغات،چند هزار متر زمین در اهر و... می شد.

## خانه دکتر قاسم خان اهری
خانه دکتر قاسم اهری در خیابانی که اکنون حزب‌الله نامیده می‌شود، از قدیمی‌ترین خانه‌های موجود در اهر است. این بنا سرسرا و اتاق‌های متعدد دارد و زیباترین قسمت آن، نورگیرها و تزئینات داخلی است. این خانه در دوره قاجاریه ساخته شده اما پوسته نمای کنونی مربوط به دوره رضاشاه است و علاوه بر خود بنا، باغ پیرامون آن نیز با داشتن درختان قدیمی و تنومند دارای ارزش خاصی است. این خانه در دوره‌های گذشته شاهد حضور محمدحسن میرزا (آخرین شاهزاده قاجار)، رضاشاه و محمدرضا شاه پهلوی و دکتر منوچهر اقبال نخست‌وزیر بوده‌است.
در سال‌های اخیر قسمت‌هایی از بنا آسیب دیده که سازمان میراث فرهنگی و گردشگری استان در حال مرمت و استحکام‌بخشی آن است و قرار است پس از اتمام، برای ایجاد و راه اندازی موزه ارسباران اختصاص یابد. شهرداری اهر در سال ۱۳۸۴ پارکی به نام پارک دکتر قاسم اهری در مقابل این بنا احداث کرد.